# Multimediální kontejner
Multimediální kontejner je v informatice typ datového kontejneru, který v jednom počítačovém souboru obsahuje jeden nebo více proudů multimediálních dat. Jeden soubor tak může obsahovat jednu nebo více video stop, zvukové stopy v různých jazycích, několik různých titulků a je zajištěna jejich vzájemná synchronizace. Uživatel si při přehrávání může vybrat, kterou kombinaci multimediálních dat chce použít.

## Charakteristika
Protože v jednom video souboru je potřeba více různorodých dat (obraz, zvuk, titulky, licence, ...), je nutné je nějak vzájemně oddělit a zaznamenat informace, kde se jaká data nacházejí. Pomocné informace se nazývají metadata. Aby s výslednými daty mohly pracovat různé programy, je potřeba význam dat i metadat standardizovat. Standardizací vznikne formát, který je nějak pojmenován a znám pod zkratkou (např. Audio Video Interleave má zkratku AVI, Matroska používá MKV). Zkratka je pak obvykle používána jako přípona souboru, která tento formát dat používá.
Postupem času vnikly šířeji používané formáty, které nazýváme kontejnery (viz článek datový kontejner). Některé kontejnery mohou mít v sobě uloženy pouze omezenou množinu formátů (např. MPEG), jiné jsou tolerantní i k více streamům jednoho typu dat (např. formát Matroska). Kontejner obsahuje pro každý stream identifikátor (například FourCC nebo Codec ID) obsahující informaci o tom, jakým kodekem (např. Xvid) nebo v jakém formátu (HEVC atp.) byl kódován. Tyto informace je možné přečíst například pomocí programů GSpot nebo Video ToolBox.
Pro přehrání jednotlivých kontejnerů používáme tzv. demultiplexer (též demuxer, splitter), který rozdělí datové proudy do různých dekodérů a následně do výstupních zařízení.

## Přehled formátů kontejnerů

### Formáty multimediálních kontejnerů
Některé kontejnery jsou výhradní pro audio:
- AIFF – IFF formát souboru, široce používán na Mac OS
- WAV – RIFF formát souboru, používán na platformě Microsoft Windows
- XMF – Extensible Music Format

Některé kontejnery obsahují jen nepohyblivé obrázky:
- FITS (Flexible Image Transport System)
- TIFF (Tagged Image File Format)

Další flexibilní kontejnery mohou obsahovat mnoho různých typů audio a video dat a i jiných mediálních dat. Mezi nejpopulárnější patří:
- 3GP (používán v mobilních telefonech; založen na ISO base media file format)
- ASF (kontejner pro Microsoft WMA a WMV, které dnes obvykle kontejner nepoužívá
- AVI (standardní kontejner pro Microsoft Windows, založen na RIFF)
- DVR-MS (Microsoft Digital Video Recording, proprietární formát pro video kontejner vyvinutý firmou Microsoft, založen na ASF)
- Flash Video (FLV, F4V) (kontejner pro video a audio od Adobe Systems)
- IFF (první platformě nezávislý kontejnerový formát)
- Matroska (MKV) (není limitován určitými formáty, může obsahovat prakticky cokoliv; je open standardem pro formáty kontejnerů)
- MJ2 - Motion JPEG 2000 formát souboru založený na ISO base media file format, který je definován standardem MPEG-4 Part 12 and JPEG 2000 Part 12
- QuickTime File Format (standardní QuickTime video kontejner od Apple Inc.)
- MPEG program stream (standardní kontejner pro základní proudy MPEG-1 a MPEG-2 na spolehlivých médiích (např. discích); použit též pro DVD-Video disky)
- MPEG-2 transport stream (a.k.a. MPEG-TS) (standardní kontejner pro digitální vysílání přes nespolehlivou přepravu, použit též pro Blu-ray Disc video; typicky obsahuje více video a audio proudů a EPG)
- MP4 (standard pro audio a video kontejner pro MPEG-4 multimedia portfolio, založen na ISO base media file format definovaný v MPEG-4 Part 12 a JPEG 2000 Part 12), které byly založeny na formátu QuickTime.
- Ogg (standardní kontejner pro Xiph.org audio formáty Vorbis, Opus a video formát Theora)
- Ogg Media (hack Ogg, aby podporoval jakékoliv kodeky, přípona .ogm; Xiph.Org ho nedoporučuje)
- RM (RealMedia; standardní kontejner pro RealVideo a RealAudio)
- BDAV MPEG-2 Transport Stream (používaný na Blu-ray discích a AVCHD kamerách, přípony .m2ts a .MTS)
- VOB (založen na MPEG-PS, používán na DVD video)

Je mnoho dalších formátů kontejnerů, jako například NUT, MXF, GXF, ratDVD, SVI, DivX Media Format a další.